# Martna
Martna – wieś w Estonii, w prowincji Lääne, w gminie Lääne-Nigula. Do 2017 roku ośrodek administracyjny gminy Martna. Wieś zamieszkują 224 osoby (2001).